# Dalmàcia (província romana)

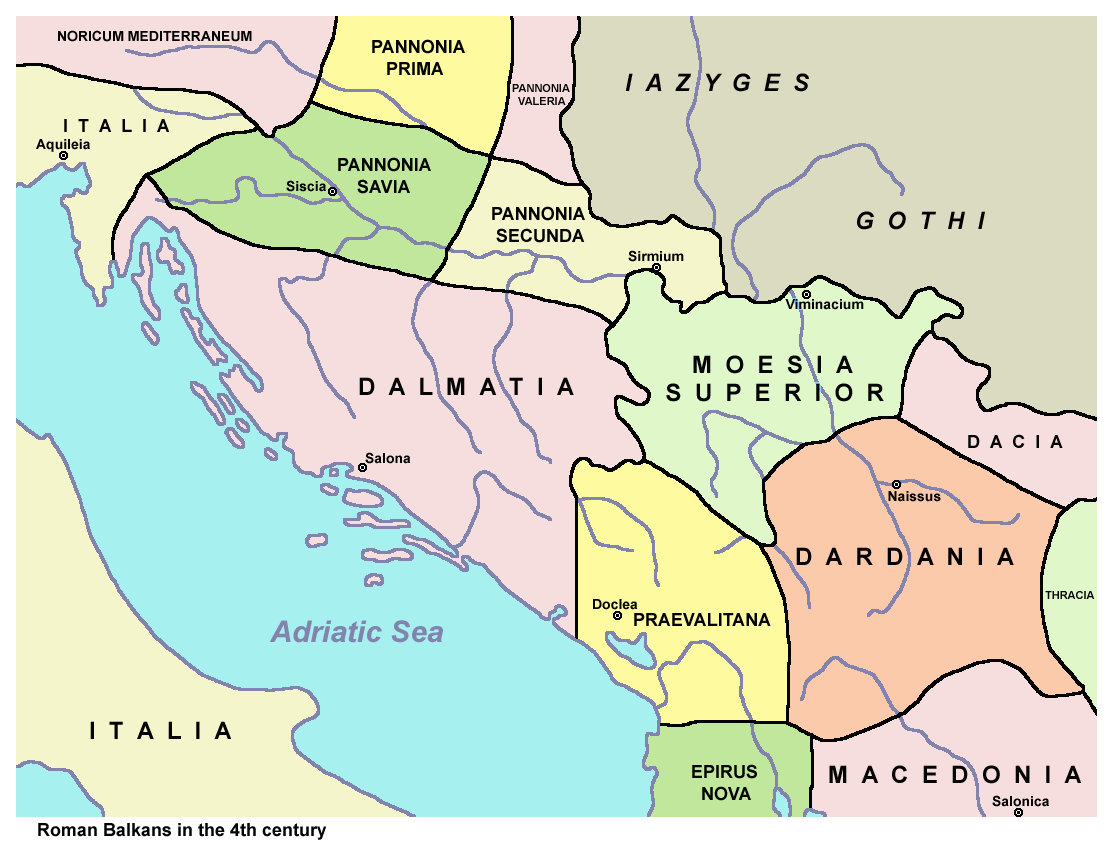
Els Balcans romans al

La província romana de Dalmàcia (llatí: Dalmatia) fou una divisió administrativa de Roma formada al llarg de la costa de la mar Adriàtica.
El seu nom deriva del nom d'una tribu il·líria anomenada Dalmatae, que vivia a la zona central de la costa oriental de la mar Adriàtica. Comprenia la part nord de l'actual Albània, gran part de Croàcia, Bòsnia i Hercegovina, Montenegro, Kosovo i Sèrbia, cobrint així una àrea significativament més gran que l'actual regió croata de Dalmàcia. Originalment, aquesta regió s'anomenava Il·líria (en grec) o Illyricum (en llatí). La província d'Il·líria va ser dissolta i substituïda per dues províncies separades: Dalmàcia i Pannònia.
La regió estava habitada per tribus que vivien entre els celtes tauriscis al nord i els epirotes i macedonis al sud i sud-est. Entre aquestes tribus els vènets, pannonis, dàrdans, autariates, i altres, totes subjectes al regne dels il·liris. La regió tenia mines d'or (a l'actual Bòsnia) i no va tenir economia monetària fins a una època avançada.

## Història
El 180 aC va arribar al tron d'Il·líria Genci, successor de Pleurat III, i aviat les tribus es van revoltar, van establir la capital a Dalminium i van prendre el nom de dàlmates. El seu territori entre el Naro (Narenta) i el Tilurus o Nests (Cetina) amb 20 ciutats. Es van estendre cap al Titius (Kerka) i es van governar com una república posant fi a la monarquia. El 168 aC Il·líria es van sotmetre a Roma i els dàlmates van restar independents, però van tenir conflictes amb els habitants de Lissa i amb els daorsis que eren aliats de Roma, que va enviar un exèrcit. El cònsol Marci Fígul va entrar a Dalmàcia el 156 aC i va ocupar la capital Dalminium. La república dàlmata va demanar la pau i van haver de pagar tribut a Roma, però el 135 aC foren atacats i sotmesos per Escipió Nasica Corculum. Dalminium, destruïda, fou substituïda per Salona. El 119 aC Luci Cecili Metel, que era cònsol, va tornar a fer la guerra contra els dàlmates sense cap causa aparent; no va trobar resistència i va tornar a Roma i va obtenir els honors del triomf i el sobrenom de Dalmaticus.
Encara hi va haver una altra guerra quan els liburns, aliats romans, van ser atacats pels dàlmates i van demanar ajut a Roma que va enviar un exèrcit que va entrar a Promona. El 48 aC el cònsol Gabini va perdre uns dos mil homes en un combat contra els dàlmates, i va haver de tornar a Salona. Vatini va venjar l'ofensa, i va derrotar els dàlmates rebent els honors d'una supplicatio del senat el 45 aC. Però la mort de Juli Cèsar va afavorir els dàlmates, car Vatini es va haver de refugiar a Epidamne i Brutus, a qui s'havia encarregat la província, no va poder castigar els dàlmates a causa de la guerra entre Octavi i Antoni. El 34 aC Octavi va portar un exèrcit a Dalmàcia on el seu amic Agripa tenia el comandament, i va arribar fins a Setònia, on fou ferit al genoll, però el país es va sotmetre, va entregar ostatges i se'ls van prendre els estendards que s'havien capturat a Gabini, i es va imposar el pagament dels tributs. Dalmàcia va esdevenir província imperial amb límit al nord al Save.
Revoltes locals es van produir el 16 aC i 11 aC i més tard una part dels dàlmates va participar en la revolta dels pannonis. Tiberi, nomenat comandant en la lluita contra el cap dàlmata Bate i va sotmetre Dalmàcia l'any 9, i el 12 va rebre els honors del triomf per aquesta victòria i l'obtinguda a Germània. Des de llavors Dalmàcia i Il·líria, tot i que regions diferents, reberen els dos noms indiferentment (tècnicament Il·líria era el país entre el Save i la mar Adriàtica).
L'emperador Dioclecià va néixer a Dalmàcia i es va retirar a Aspàlat. La prefectura fou dividia quan es va produir la divisió de l'Imperi Romà entre Arcadi i Honori: Dalmàcia amb Nòric i Pannònia va quedar per Arcadi, i la resta per Honori.L'historiador alemany Theodor Mommsen va escriure a les seves The Provinces of the Roman Empire que la costa de Dalmàcia i les seves illes van ser totalment romanitzades amb parla llatina al segle IV.
El 461 fou assolada pels sueus, però Marcel·lí va mantenir el poder romà i va ser sobirà de facto de la zona amb el títol de patrici d'Occident. Teodoric li va arrabassar a Odoacre amb l'ajut de l'emperador d'Orient Zenó, i fou una mina de ferro del país la que va proveir armes als dos bàndols. L'any 454 Marcel·lí, un comandant militar a Dalmàcia, es va rebel·lar contra Valentinià III, l'emperador romà d'Occident. Va prendre el control de Dalmàcia i la va governar independentment fins a la seva mort el 468.
El 535 fou ocupada pels romans d'Orient però recuperada uns anys després pels ostrogots fins que Belisari la va reconquerir. Sota Justinià els límits de Dalmàcia es van avançar a l'est cap a Pannònia i es va dividir en dues parts: la Dalmatia, o Dalmàcia marítima (Ístria, Libúrnia, Dalmàcia actual i les illes i nord d'Albània), i la Praevaliana, o Dalmàcia interior, a les muntanyes; però els gèpides les van ocupar i després els llombards.
La història de Dalmàcia fou continuada pel Principat de Dalmàcia.

## Ciutats
| - A la costa: - Sicum - Pretori - Tragurium - Salona - Colònia Julia Martia - Epècium - Onèum - Iranònia - Pigúncia - Laureata - Dal·lunt - Ràusium - Epidamne - Rízon - Càtarus - Bútua - Ascrivium - Olcínium - Nimfèum - Lissus | - A l'interior, del nord-oest al sud-est: - Pelva - Delminium - Èquum - Promona - Ratanea - Andetrium - Selòvia - Seretium - Sinotium - Tilurium - Ad Matricem - Estànecle - Dioclea - Narona - Glindicions - Sal·lunt - Varo - Grabea - Nalata - Birziminium - Sinna - Medió - Escodra - Picària - Esfenzànium |